# Ognjen Ilić
Ognjen Ilić (ur. 21 listopada 1998 w Aranđelovacu) – serbski kolarz szosowy.

## Osiągnięcia
Opracowano na podstawie:

2016
- 2. miejsce w mistrzostwach Serbii juniorów (jazda indywidualna na czas)

2018
- 2. miejsce w mistrzostwach Serbii (jazda indywidualna na czas)

2019
- 1. miejsce w mistrzostwach Serbii (jazda indywidualna na czas)
- 1. miejsce w mistrzostwach krajów bałkańskich (jazda indywidualna na czas)

2020
- 2. miejsce w mistrzostwach Serbii (jazda indywidualna na czas)

2021
- 1. miejsce w mistrzostwach Serbii (jazda indywidualna na czas)

2022
- 2. miejsce w mistrzostwach Serbii (jazda indywidualna na czas)
- 3. miejsce w igrzyskach śródziemnomorskich (jazda indywidualna na czas)

2023
- 1. miejsce w mistrzostwach Serbii (jazda indywidualna na czas)

## Rankingi
| Rok             | 2017  | 2018  | 2019  | 2020  | 2021  | 2022  | 2023  | 2024 |
| --------------- | ----- | ----- | ----- | ----- | ----- | ----- | ----- | ---- |
| World Ranking   | 2792. | 1924. | 1400. | 1214. | 1271. | 1749. | 1057. | 742. |
| UCI Europe Tour | 1844. | 1277. | 953.  | 932.  | 913.  | 1146. | -     | -    |
|                 |       |       |       |       |       |       |       |      |
| Źródło: UCI     |       |       |       |       |       |       |       |      |